# Corallium niveum
Corallium niveum is een zachte koraalsoort uit de familie Coralliidae. De koraalsoort komt uit het geslacht Corallium. Corallium niveum werd in 1956 voor het eerst wetenschappelijk beschreven door Bayer. 